# Municipio de Marion (condado de Saginaw)
El municipio de Marion (en inglés: Marion Township) es un municipio ubicado en el condado de Saginaw en el estado estadounidense de Míchigan. En el año 2010 tenía una población de 923 habitantes y una densidad poblacional de 14,45 personas por km².

## Geografía
El municipio de Marion se encuentra ubicado en las coordenadas 43°15′51″N 84°20′18″O / 43.26417, -84.33833. Según la Oficina del Censo de los Estados Unidos, el municipio tiene una superficie total de 63.88 km², de la cual 63,15 km² corresponden a tierra firme y (1,14 %) 0,73 km² es agua.

## Demografía
Según el censo de 2010, había 923 personas residiendo en el municipio de Marion. La densidad de población era de 14,45 hab./km². De los 923 habitantes, el municipio de Marion estaba compuesto por el 98,05 % blancos, el 0,22 % eran afroamericanos, el 0,65 % eran amerindios, el 0,54 % eran de otras razas y el 0,54 % eran de una mezcla de razas. Del total de la población el 2,71 % eran hispanos o latinos de cualquier raza.